# Brewer's Dictionary of Phrase and Fable
Pour les articles homonymes, voir Brewer.
Le Brewer's Dictionary of Phrase and Fable, que l'on abrège souvent simplement en Brewer's, est un ouvrage de référence en anglais contenant des définitions et des explications concernant nombre d'expressions célèbres, historiques ou mythiques. Ce dictionnaire fut publié pour la première fois en 1870, par le révérend Ebenezer Cobham Brewer. La mention phrase du titre du dictionnaire fait principalement référence à l'explication de divers proverbes et expressions, tandis que la mention fable invoque plutôt le folklore, de la mythologie classique à la littérature plus récente. L'ouvrage en est actuellement à sa 20e édition, publiée en 2018 par Chambers Harrap Publishers.

## Historique
La première édition du Brewer’s Dictionary of Phrase and Fable fut publiée la même année que le décès de Charles Dickens, en 1870. Tout comme l’œuvre littéraire de Dickens, le dictionnaire reflète les préoccupations littéraires, intellectuelles et sociales de l’Angleterre victorienne, en plus d’aborder les problèmes sociaux de l’époque. Plus précisément, le dictionnaire avait pour intention de démocratiser les savoirs érudits issus du XIXe siècle, en plus de répondre au besoin important de divertissement qui caractérisait l’ère victorienne. L’ouvrage servit de référence et de divertissement pour les générations successives qui souhaitaient en apprendre davantage sur leur culture, mais qui n’avaient pas de formation universitaire.
Le Brewer’s Dictionary présente des informations qui ne sont traditionnellement pas incluses dans les dictionnaires et les encyclopédies. Comme son titre l’indique, il offre des explications sur les expressions et proverbes célèbres ou encore sur le folklore. Il contient aussi des informations sur des personnages et évènements historiques importants, en plus d’éléments pertinents pour le public tels que les chiffres romains.

## Réception et diffusion
Le Brewer’s Dictionary of Phrase and Fable connut un succès fulgurant dès sa sortie. En 1886, il en était déjà à sa 18e réimpression. Plus de 100 000 exemplaires avaient été vendus lorsque la deuxième édition fit son apparition dans les années 1890. L’ouvrage était particulièrement apprécié pour sa capacité à animer la langue anglaise et la rendre accessible aux lecteurs, qui pouvaient y faire de nombreuses découvertes.
Le succès du Brewer’s Dictionary et de ses nombreuses éditions réside dans la combinaison de deux caractéristiques, qui ont été soulignées par les critiques dès la première édition.D’abord, l’objectif du dictionnaire est de proposer des références pratiques et accessibles à tous les publics. Au fil des années, il fut une ressource déterminante pour des lecteurs et lectrices diversifiés. Il fut essentiel pour l’étudiant ou le lecteur autodidacte désirant des renseignements sur des expressions populaires, ou encore pour l’érudit ou l’écrivain instruit souhaitant vérifier l’étymologie d’une phrase. Une des particularités du Brewer’s Dictionary qui fut soulignée à de nombreuses reprises est le fait d’offrir de nouvelles éditions révisées, permettant du même coup d’y trouver des expressions populaires récentes en plus d’affirmations désormais oubliées, issues de la littérature du passé. Ensuite, le second principe qui explique le succès de l’ouvrage est sa facilité d’utilisation et le plaisir qui peut y être associé. En effet, il est aisé de naviguer au fil de ses pages et de s’y perdre, puisque la curiosité de l’utilisateur est fortement sollicitée. L’expérience associée à son utilisation est celle d’une chasse au trésor, dans laquelle une expression nous mène à une autre, et ainsi de suite.

## Historique de publication et éditions
L’édition centenaire du Brewer’s Dictionary of Phrase and Fable, publiée en 1970, contient une courte biographie de Ebenezer Cobham Brewer en introduction. Ce passage fut rédigé par le petit-fils de Brewer, P. M. C. Hayman. Il s’agit d’une des seules sources facilement accessibles portant sur Brewer et son œuvre, les archives de la maison d’édition Cassell ayant été détruites en 1941 lors d’un bombardement aérien de la Seconde Guerre mondiale. Les éditions de 1981 et 1989 fournissent également une introduction écrite par John Buchanan-Brown, autrefois directeur du département de référence de Cassell, permettant ainsi de situer l’ouvrage dans son contexte culturel et historique.  
Le Brewer's Dictionary of Modern Phrase & Fable est une édition spéciale servant de guide sur la langue et la culture contemporaine. Il fut d’abord publié en 2000 par Adrien Room, puis une seconde édition fut éditée par Ian Crofton et John Ayto en 2009. La période ciblée par l’ouvrage est celle du XXe siècle et du XXIe siècle. Il comporte des milliers de mots et d’expressions contemporaines, en plus d’une large sélection d’informations sur les préoccupations culturelles de notre époque, tels que la télévision, la musique, les bandes dessinées et les jeux vidéo.
Suivant le concept original, des éditions thématiques ont également été publiées. C’est le cas du Brewer's Dictionary of London Phrase and Fable publié en 2009, qui a pour intention de révéler les expressions et les références les plus méconnues de la langue anglaise, de la culture et de l’histoire de Londres. Le Brewer's Dictionary of Irish Phrase and Fable publié en 2006 est une autre édition thématique consacrée à l’histoire, à la culture et à la mythologie de l’Irlande.

## Phrases répertoriées
Depuis 1953, on y trouve la phrase suivante: That that is is that that is not is not is that it it is, qui peut se traduire par « Ce qui est c'est que ce n'est pas n'est pas c'est que c'est ».